# Satellitenstadt (Düren)

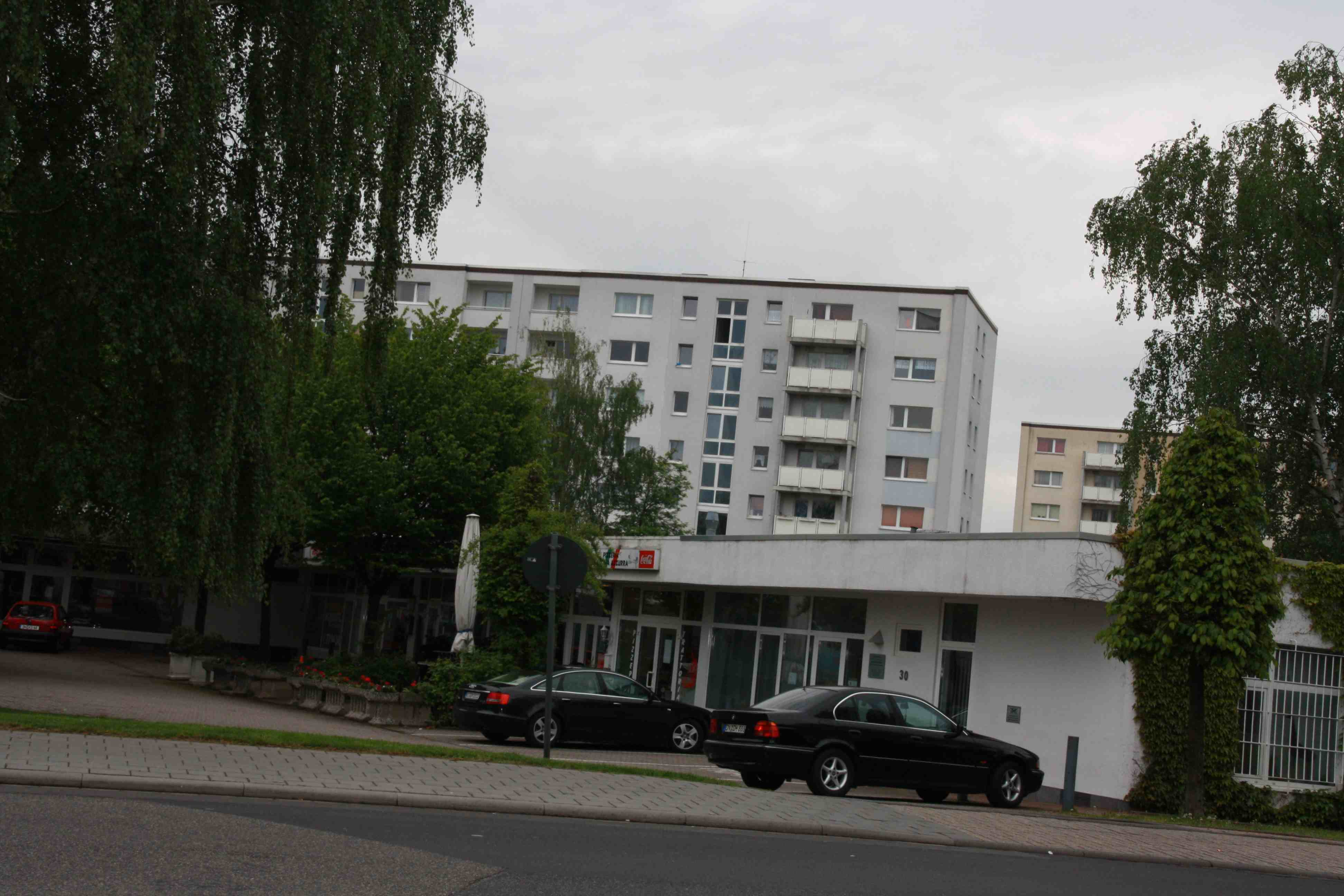
Im Vordergrund ein Teil der Geschäfte, im Hintergrund die Hochhäuser

Die Satellitenstadt in Düren, Nordrhein-Westfalen, ist ein auf dem Reißbrett geplanter Bereich des Stadtteils Düren-Ost. Im Volksmund wird die Satellitenstadt oft auch Satellitenviertel oder kurz Sattes genannt.
Zu Beginn der 1960er Jahre wurde das Gelände der ehemaligen Ziegelei im Ostteil der Stadt Düren östlich der Gneisenaustraße bebaut. In die Tongrube wurden doppelstöckige Keller gebaut, auf denen sechsstöckige Häuser errichtet wurden. Neben diesen zwei hohen Häusern wurden mehrere Wohnblocks mit zwei Stockwerken erbaut. Die Versorgung der Satellitenstadt mit Wärme erfolgt über ein kleines zentrales Heizwerk.
Im Bereich der Bebauung wurde ein Geschäftszeile errichtet, die eine Gaststätte, ein Friseurgeschäft, einen Lebensmitteleinzelhandel, ein Eiscafé, einen Fischhandel, eine Arztpraxis (Allgemeinmedizin), eine Bäckerei, ein Radio-Fernsehgeschäft und einen Zeitschriftenkiosk beinhaltete. Zusätzlich wurde eine Tankstelle eingerichtet. Im Laufe der Jahre wurde diese Konstellation mehrfach geändert.
Bis 2015 hat sich die Infrastruktur wie folgt geändert:
Nicht mehr vorhandene Bereiche:
- Lebensmitteleinzelhandel
- Fischhandel
- Radio-Fernsehgeschäft
- Tankstelle
- Drogeriemarkt Schlecker

Stattdessen sind nun vorhanden:
- ein türkisches Lebensmittelgeschäft/Metzgerei
- ein Getränkemarkt
- ein Arzt (Allgemeinmediziner)
- eine Apotheke
- eine italienische Pizzeria/Eiscafé
- ein italienischer Kulturverein/Gaststätte
- eine Bäckerei
- ein Kiosk mit Lotto/Toto-Annahme
- ein Reisebüro
- ein Friseur

Eine Zeit lang befand sind dort eine Minicar-Zentrale. Diese gibt es dort jedoch nicht mehr. 
Alle drei Wochen steht ein wandernder Verkäufer auf dem Parkplatz vor dem Getränkemarkt Trinkgut, um dort Kleidung und Accessoires zu verkaufen.
Seit den 1980er Jahren befindet sich neben der Paul-Gerhardt-Schule eine Sportanlage mit Gummibelag. Die Anlage besitzt eine Laufbahn (ca. 100 m), vier Tore, zwei Basketballkörbe und zwei Weitsprungbahnen. Ebenfalls auf der Anlage befindlich ist eine große Wiese, ein abgetrennter Bereich mit einem weiteren kleinen Wiesenstück, eine Tischtennisplatte, ein Fußballkicker und zwei Sitzbänke mit Tisch.
Ein Kindergarten, Kinderspielplätze, ein Fußballplatz (Gras), eine Grundschule und eine Kleingartenanlage stehen ebenfalls zur Verfügung. Seit 2004 befindet sich auf dem Gelände der Grundschule ebenfalls eine Spielanlage für Kinder. Der Pausenhof der Schule darf aber nur von Kindern unter 12 Jahren und außerhalb der Unterrichtszeiten als Spielplatz genutzt werden.
Vor der Ziegelei befand sich an diesem Standort die Luftschiffhalle Düren. Direkt an die Satellitenstadt grenzt der Neue Friedhof Düren-Ost.
Durch die Busse des Rurtalbus ist der Bereich mit den AVV-Buslinien 224, 230, 298 an die Innenstadt und den Bahnhof angeschlossen. Abends und am Wochenende verkehren die Busse des Stadtrings A/B.
| Linie | Verlauf |
| ----- | --- |
| 224   | Düren Kaiserplatz – Oststraße – Gneisenaustraße – Binsfelder Straße |
| 230   | Düren Bf/ZOB – StadtCenter – Gneisenaustraße – Binsfeld (→ Rommelsheim) – Frauwüllesheim – Isweiler – Kelz – (Vettweiß –) Gladbach – Poll – Dorweiler – Pingsheim |
| 298   | Düren Bf/ZOB – StadtCenter – Gneisenaustraße – Binsfeld – Rommelsheim – Bubenheim – Jakobwüllesheim – Vettweiß – Froitzheim – (Ginnick ← Embken ← Juntersdorf ←) Füssenich – Geich – Zülpich Post – (Zülpich Bf –) Zülpich Frankengraben – (Adenauerpl./Schulzentr. –) (Nemmenich –) Ülpenich – (Enzen –) Dürscheven – Elsig – Euenheim – Euskirchen Berufskolleg – Euskirchen Bf |
| A     | Düren Kaiserplatz → Odenthalstraße → Gneisenaustraße → Städt. Krankenhaus → Kaiserplatz (Stadtring) (Mo–Fr nur abends, Sa nur nachmittags) |
| B     | Düren Kaiserplatz → Gneisenaustraße → Städt. Krankenhaus → Grüngürtel → Bahnhof/ZOB → StadtCenter → Kaiserplatz (Stadtring) (Mo–Fr nur abends, Sa nur nachmittags) |